# Praglia - Pracaban - Monte Leco - Punta Martin
Praglia - Pracaban - Monte Leco - Punta Martin è un sito di interesse comunitario della Regione Liguria, designato come Zona Speciale di Conservazione con Decreto Ministeriale 7 aprile 2017, nell'ambito della Direttiva 92/43/CEE (Direttiva Habitat).

## Territorio
Il sito comprende un'area di  6958 ettari nel territorio dei comuni di  Campo Ligure, Campomorone, Ceranesi, Genova, Masone, Mele e Rossiglione, tutti nella Città metropolitana di Genova. Si tratta di una zona dell'Appennino molto vicina alla costa del Mar Ligure dove si alternano aree rocciose, boschi di origine naturale o dovuti a rimboschimenti, prati, pascoli, varie zone umide e alcune cavità carsiche. Tra le varie cime presenti si possono ricordare la Punta Martin e il Monte Leco, che danno il nome al SIC, e il Monte delle Figne, la più alta della zona. Da segnalare la presenza di substrati rocciosi di natura ofiolitica. Il sito confina con il Parco regionale delle Capanne di Marcarolo, situato in Piemonte.

## Flora e vegetazione

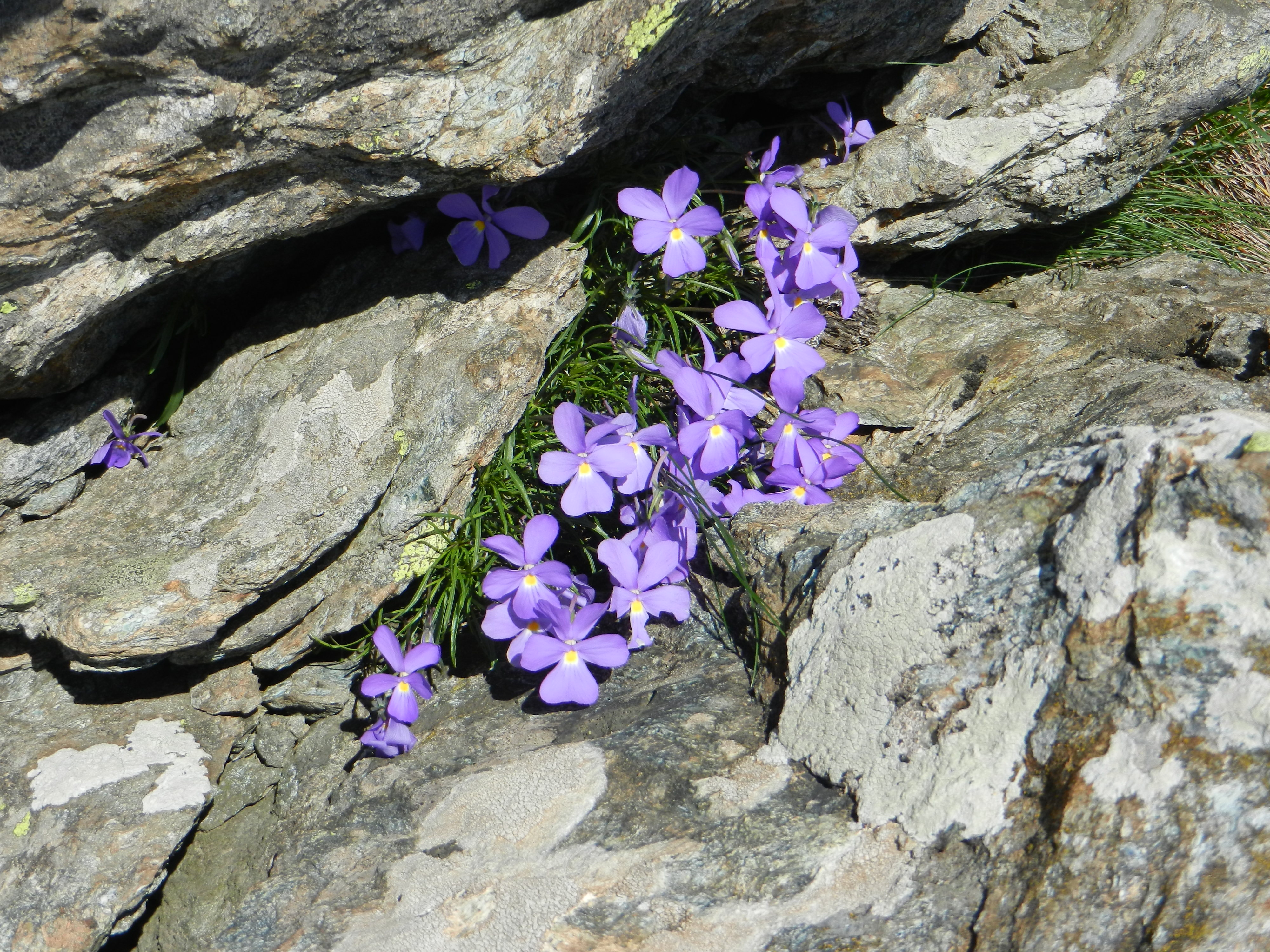
Viola di Bertoloni

Da un punto di vista naturalistico sono particolarmente rilevanti le torbiere montane e la presenza di terreni derivanti dalla degradazione di ofioliti. Importanti anche le aree a pascolo che ospitano numerose specie di orchidee e zone con popolamenti di Euphorbia spinosa della sottospecie ligustica. Tra le specie rare o endemiche si possono ricordare Viola bertolonii, Cerastium utriense (la pervinca di Voltri) e Aquilegia ophiolithica, una specie descritta recentemente, lungamente confusa con Aquilegia bertolonii, endemica di quest'area e del vicino massiccio del Monte Beigua ed estremamente rara. All'interno del SIC è presente il Giardino botanico di Pratorondanino.

## Fauna

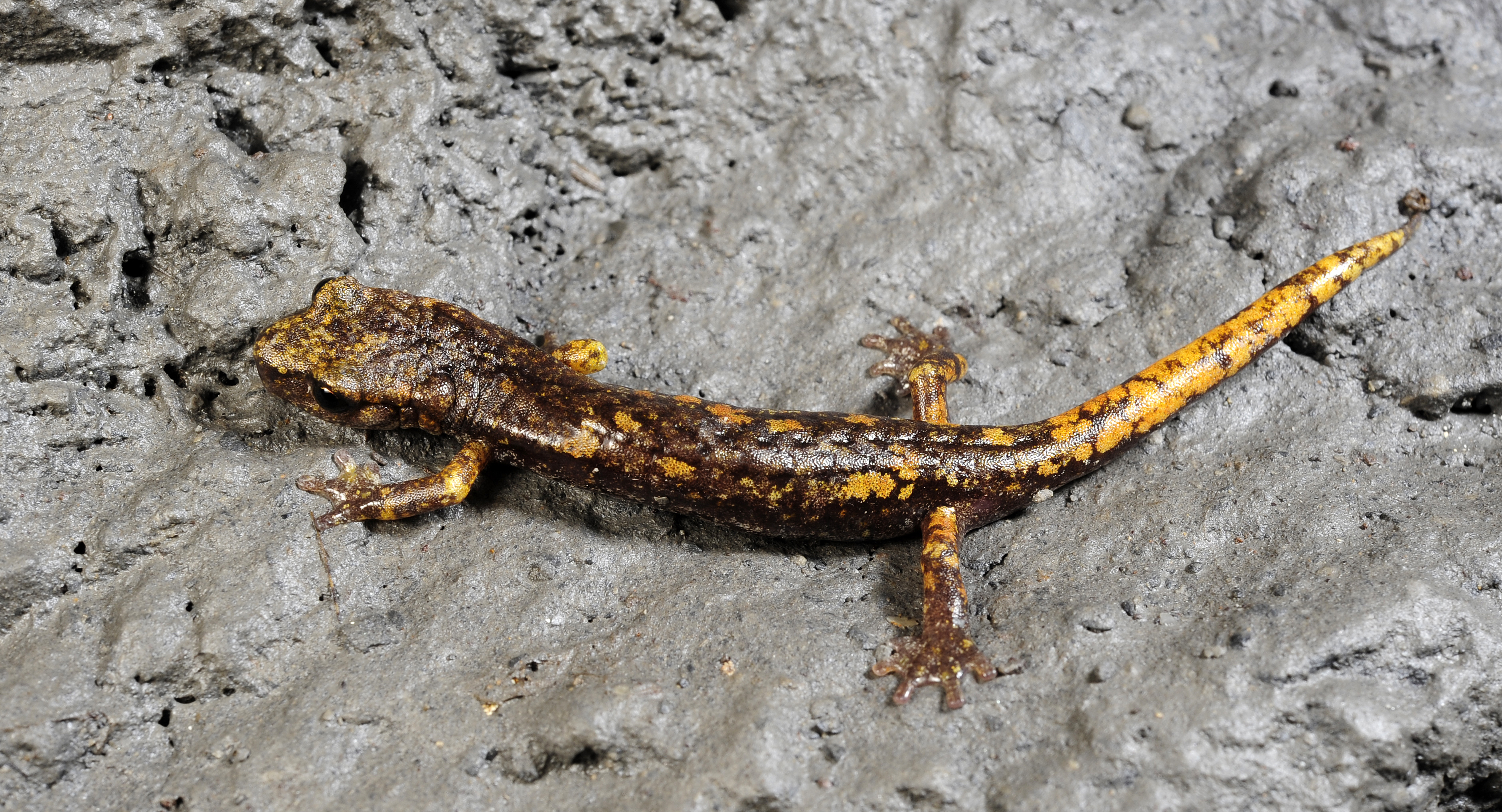
Un esemplare di geotritone

Tra le specie animali di maggiore rilevanza naturalistica presenti nel SIC si possono citare Salamandrina terdigitata (salamandrina dagli occhiali) e il geotritone (Speleomantes strinatii). L'avifauna comprende varie specie di rapaci tra le quali l'aquila reale e il biancone (Circaetus gallicus), favorite anche dalla complessa morfologia montana che offre habitat adatti alle loro esigenze. Il sito costituisce inoltre un'area di sosta importante per le specie di uccelli migratori. Interessante anche la presenza di chirotteri, legata alle cavità naturali a loro volta dovute alla natura carsica di parte del SIC. L'entomofauna comprende specie un tempo parecchio diffuse ma oggi in via di rarefazione, come il cervo volante e il cerambice delle quercia, e altre più localizzate, come la sottospecie liguranus di Carabus solieri.

## Gestione

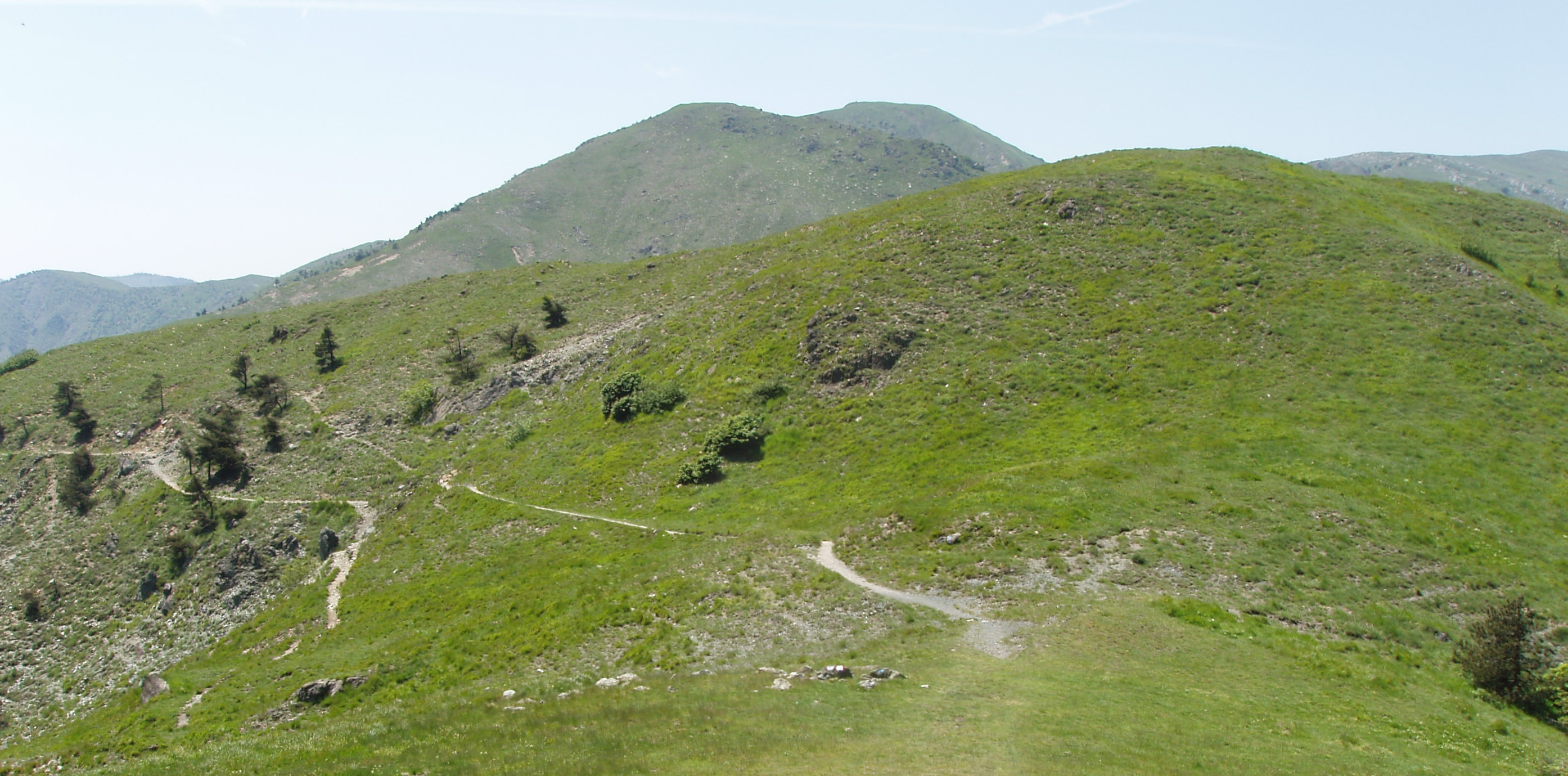
Praterie di alta quota nel SIC/ZSC

Tra i principali obiettivi della gestione del SIC ci sono la corretta esecuzione dei tagli nelle aree prative, in modo da non impoverire biodiversità, e un uso attento delle risorse idriche che consenta la conservazione delle zone umide presenti nel sito. In particolare sono da evitarsi nuove captazioni idriche. Altro elemento di attenzione è quello ad una corretta fruizione escursionistica e al rispetto del divieto dell'uso di veicoli a motore al di fuori delle strade presenti. La caccia invece, purché praticata nel rispetto delle regole vigenti, non è invece considerata un'attività incompatibile con la conservazione del SIC.

## Attività
Nel SIC/ZSC transita l'Alta Via dei Monti Liguri.